# Albert Meltzer
Albert Meltzer   (Londres, 7 de gener de 1920 - Weston-super-Mare, 7 de maig de 1996) va ser un activista i escriptor anarcocomunista anglès.

## Biografia
Meltzer era d'ascendència jueva, va néixer al districte londinenc de Hackney i es va educar a The Latymer School d'Edmonton. Va sentir-se atret per l'anarquisme als quinze anys en fer classes de boxa i conèixer el boxejador Billy Campbell, un mariner anarquista.
Quan la Revolució social espanyola de 1936 es va convertir en la Guerra Civil, Meltzer va organitzar crides de solidaritat i es va involucrar en el contraban d'armes des d'Hamburg a la CNT i va actuar com a contacte dels serveis d'intel·ligència anarquistes espanyols a Gran Bretanya. En aquesta època va tenir un paper com a figurant a la pel·lícula Pimpernel Smith de Leslie Howard, ja que Howard preferia actors de veritat per a interpretar els anarquistes. A la Segona Guerra Mundial es va registrar com a objector de consciència el 9 de març de 1940, però més tard va renunciar a la seva objecció, allistant-se al Royal Pioner Corps el 1945. Va participar en un motí al Caire a finals de 1946.
Va ser cofundador del diari anarquista Black Flag i va ser un escriptor prolífic sobre temes polítics. Entre els seus llibres destaca Anarchism, Arguments For and Against (publicat originalment per Cienfuegos Press), The Floodgates of Anarchy (coescrit amb Stuart Christie) i l'autobiografia, I Couldn't Paint Golden Angels, publicada per AK Press abans de la seva mort.
Meltzer també va participar en la fundació de la Creu Negra Anarquista. L'empresonament de Stuart Christie el 1964, per la seva participació en un complot per assassinar el dictador Francisco Franco, va menar-lo a posar el focus sobre els maquis i la situació d'altres presoners anarquistes. Meltzer va fer campanya per l'alliberament de Christie i quan aquest va ser alliberat el 1967 es va unir a Meltzer per a refundar la Creu Negra Anarquista com a instrument de solidaritat amb els anarquistes presos. Aquesta pressió no només va aportar ajuda pràctica com menjar i medicaments als presos, sinó que va forçar l'Estat espanyol a aplicar les seves pròpies lleis sobre la llibertat condicional. Un dels primers presoners que la Creu Negra Anarquista va ajudar va ser Miguel García, un veterà de la resistència anarquista espanyola i de la Resistència francesa, que després de complir 20 anys a les presons espanyoles es va traslladar a Londres per a col·laborar amb la Creu Negra Anarquista. Meltzer que treballava a la impremta de The Daily Telegraph va aconseguir que García fos contractat. Meltzer també va cofundar la Kate Sharpley Library, una biblioteca dedicada al pensament anarquista.
Meltzer creia que l'únic tipus veritable d'anarquisme era el comunisme llibertari i s'oposava a l'anarquisme individualista de persones com Benjamin Tucker, considerant que la policia privada que alguns individualistes vindicaven constituiria un nou tipus de govern.